# Paços do Concelho de Ferreira do Alentejo
Os Paços do Concelho de Ferreira do Alentejo, ou Câmara Municipal de Ferreira do Alentejo, referem-se a um imóvel histórico na vila com o mesmo nome, na região do Baixo Alentejo, em Portugal.

## Descrição e história
O edifício sede da Câmara Municipal (órgão executivo autárquico) situa-se na Praça do Comendador Infante Passanha, no centro da vila de Ferreira do Alentejo. O imóvel tem dois pisos, e um telhado rematado por uma balastrada falsa, interrompida por uma mansarda num dos lados. No segundo piso encontram-se várias janelas de sacada, com grades de ferro fundido. O edifício apresenta um estilo ecléctico oitocentista, patente principalmente nos elementos decorativos, como azulejos e pinturas murais.
No século XIX, as influentes famílias Pessanha e Vilhena construíram vários edifícios para habitação no centro da vila de Ferreira do Alentejo. Um destes edifícios foi depois ocupado por Luís António Pessanha Pereira, e em 1960 passou a ser a sede da Câmara Municipal.